# Villa Boscoreale
V okrožju Boscoreale , v Italiji, so odkrili številne rimske vile. Vse so bile pokopane in ohranjene zaradi izbruha Vezuva leta 79 n. št., skupaj s Pompeji in Herkulanejem . Edina danes vidna in situ je Villa Regina, druge pa so zakopali kmalu po odkritju. Kljub temu so med temi najpomembnejšimi najdbami izvrstne freske iz vile Publiusa Fannius Synistorja in razkošna srebrna zbirka iz Ville della Pisanella, ki so danes razstavljene v večjih muzejih, pa tudi najdbe iz Vile del fondo Ippolito Zurlo . Ime Villa Boscoreale se običajno uporablja za katero koli od teh vil.
V rimskih časih je bilo to področje kmetijsko, specializirano za vino in oljčno olje.
Druge rimske vile, ki so jih odkrili v bližini, ki so bile proti koncu 19. stoletja pogosto predmet iskanja  zaklada in jih nato ponovno pokopali, so zlasti:
- "posest d'Acunzo"
- N. Popidiusa Florusa, iz katerega so bile vzete freske
- prek Casone Grotta (najdena leta 1986)
- M. Livius Marcellus
- Fondus Priscus
- Asellius.

Informacije o vilah in predmetih iz njih so na voljo v bližnjem Antiquarium di Boscoreale.

## Villa Regina
Ta kmečka vila je bila odkrita leta 1977, zato je ohranjena v popolnem stanju kot je bila pokopana v 8 m debeli plasti pepela. Vila je bila bolj udobna delovna kmetija in ne razkošno posestvo, ki so ga imeli drugi v bližini. Kljub temu je elegantno osrednje dvorišče na treh straneh obdano s stebri iz rdečo in belo štukaturo.
Najdene so bile velike količine lončenine in kmečkega orodja. Mavčni odlitek izvirnih vhodnih vrat je bil izdelan iz votlih prostorov. Prav tako je bil narejen odlitek prašiča, ki so ga našli in je bil ubit v katastrofi.
Vključuje tudi ohranjene dele vinske stiskalnice. V bližini središča vile je vinska klet, v kateri je bilo za shranjevanje mošta iz sosednje stiskalnice v zemljo zakopanih 18 dolium - posod, skupne prostornine 10.000 litrov.
Nenavadna najdba je bila oljna svetilka iz obdobja 3–5 stoletja, ki kaže, da je bil kraj poznejši rimski dobi izkopavan.
Najdene so bile luknje v tleh, ki so jih pustile korenine rimske trte in so vanje spet posadili trto.

## Villa P. Fannius Synistor
Čeprav je bila vila razmeroma skromne velikosti v primerjavi z drugimi na območju in ni imela [[atrij[[a, bazena ali kiparske zbirke, so bile njene freske izjemne po svoji lepoti in kakovosti.
Dokazi v tablicah in grafitih kažejo, da je bila hiša verjetno zgrajena v 1. stoletju (okoli 40–30 pr. n. št.) . Vila je bila leta 1900 zasebno odkrita, izkopana, delno razstavljena in ponovno pokopana.
Vila je imela tri nadstropja, skupaj s kopališčem in podzemnim prehodom v hlev in kmetijske stavbe, slednje niso izkopali. Osrednje pritličje bivalnih prostorov je obsegalo več kot trideset sob ali zaprtih prostorov okoli dvorišča s kolonado ali peristil. V stavbi je bil impresiven glavni vhod, ki se mu je približalo po pet širokih stopnicah, ki vodijo do kolonadnega sprednjega dela.
Lastništvo vile je negotovo. Čeprav je tam nedvomno prebival P. Fannius Synistor, izkopane bronaste tablice kažejo drugo ime, Lucius Herennius Florus. Številne stvari so bile v starem Rimu označene s pečati, kar kaže na posest. Velja, da je tablica s črkami "L. NJEGA FLO" na sprednji strani najdena v vili, zato mora služiti kot znak lastništva vile . Ta dva sta edina potrjena lastnika v zgodnjem 1. stoletju pred našim štetjem in 1. stoletju našega štetja, čeprav so bili morda lastniki že prej.

### Umetnost
Vila je najbolj znana po svojih čudovitih umetniških delih, zlasti po visoko kvalitetnih pravih  freskah, ki so bile kdaj koli najdene in ki so zdaj raztresene po vsem svetu, potem ko so bile po odstranitvi prodane na dražbi.
Večina figur na freskah ima značilnosti grškega helenizma ali klasicizma. Na primer, na teh, najdenih v dnevni sobi, so upodobljeni bodisi filozofi, kot so Epikur, Zenon iz Kitija ali Menedemus iz Eretrije ali morda stari kralji, kot je ciprski kralj Kinyras . Podobno tudi spalnice drugega sloga vzbujajo helenistične lastnosti, kakršne vidimo v grobnici Lysona in Kalliklesa . V času, ko se je Rimska republika končala in klasicizem nekoliko bledi, to velja za zanimiv komentar sloga in okusa. Grško predstavništvo v domu se je zdelo sprejemljivo, celo občudovano in prefinjeno. Slike so preživele hitro zaporedje vezuvskih kataklizm zaradi spretnosti freske in odsotnosti organskih materialov, kot so indigo, murex vijolična, rdeča (Rubia tinctorum - pravi brošč) med pigmenti. Pordelost nekaterih rumenih oker kaže, da so temperature presegle 300 ° C.
Metropolitanski muzej umetnosti skupaj s King's College v Londonu gradi virtualni model Vile, ki povezuje raztresene freske na podlagi opomb in načrta, ki jih je v času izkopavanja narisal arheolog Felice Barnabei (1902), fotografije, posnete ob izkopavanju, raziskave Phyllisa W. Lehmanna (1953) in aksonometrične risbe načrta, lociranje slik na stenah, avtorja Maxwella Andersona (1987).

### Metropolitanski muzej - rekonstrukcijacubiculuma
Trenutno najpopolnejša rekonstrukcija iz prvotnih fresk je spalnica (cubiculum diurnum), ki je ena od posesti Metropolitanskega muzeja od leta 1903, od leta 2007 pa je značilnost nove rimske galerije. Sestavljena je iz večine na novo očiščenih in rekonstruiranih nizov sten, v celoti pobarvanih v zelo dovršeni freski . Te freske rimskega II. sloga predstavljajo svoje stene kot odprte nad podstavke (socle) ali spodnjo višino (dado), razen arhitravov zgoraj in nekaj stebrov, ki skupaj s temi drugimi značilnostmi uokvirjajo živobarvne arhitekturne poglede stavb, stebrov, pokrajine, vrtnih prizorov, verskih kipov, zunaj, s poudarkom na širjenju in veličastnosti, toda na kratki okenski steni ni nobenega človeka in le nekaj ptic. To je tehnika tudi v drugih nerekonstruiranih prostorih. Na primer, v drugi spalnici, imenovani Soba M, freske prikazujejo stebre, ki se zdijo, da se širijo v drugo sobo, kar daje občutek veliko večjega, skoraj neskončnega prostora. Obrnjene dolge stene (5,8 m) metropolitanskega cubiculuma so med seboj zrcalne slike z različicami. Poleg tega je vsaka razdeljena na štiri plošče s pobarvanimi stebri.
Razdalja na teh slikah je zgrajena skozi vrsto ortogonalnih arhitekturnih površin, označena pa s prekrivanjem okluzij, povečevanjem, pomanjšanjem, izrazito zračno perspektivo, vendar brez izginjanja točk. Modeliranje je označeno s stranskim senčenjem z rahlim, selektivnim odtenkom. Pompejska rdeča barva v sprednjih ravninah, v nasprotju z modrim tonom nejasnejših in nadaljnjih ravnin, zagotavlja še dodatno učinkovito barvo za globino. Soba je imela zunanje okno, obrnjeno proti severu, skozi katero se zdi, da so vstopili piroklastični tokovi iz Vezuva. Kot del prefinjene upodobitvene sheme so dado ali spodnji deli sten upodobljeni kot sami, vendar v prvem slogu. Police in niše v bližini kažejo predmete: »kovinske in steklene vaze na policah in mizah, ki se zdijo, da štrlijo iz stene«, igrivo se skriva skupni vtis, da je perspektiva vedno upodobitev recesije s slikovne ravnine . V drugih delih Vile so svetlo obarvane nefigurativne stene v prvem slogu, od katerih so nekatere na ogled v Metropolitanskem muzeju umetnosti in muzeju Louvre.
- Detajl drugega panela iz vzhodne stene, cubiculum, Metropolitanski muzej umetnosti
- Podrobnost prikazuje pravokotne robove in barvo
- Krilati genij iz peristila
- Silenjeva maska iz girlande v eksedri

## Villa della Pisanella
Vila je bila odkrita v več arheoloških sezonah, kar potrjuje hipotezo o vili rustici na 1000 kvadratnih metrih z jasno opredeljenim stanovanjskim sektorjem in gospodarskimi zgradbami.
Leta 1895 so bili v sobi za stiskanje vina odkriti ostanki obokane škatle. Škatla je vsebovala srebrno namizno posodo, sestavljeno iz 102 predmetov in usnjeno torbo, polno kovancev, v vrednosti tisoč zlatih aurejev. Predvideva se, da so bili pred izbruhom Vezuva namerno skriti v skladišču. Zadnji lastnik srebrnega kompleta je bila verjetno ženska po imenu Maxima - ime je napisano na mnogih posodah.